# Oszmán szultánok házastársainak listája
| név                                 | születés | gyermekeik neve | férj |
| ----------------------------------- | -------- | --- | --- |
| Malhun Hatun                        | 1260     | Orhán oszmán szultán, Fatma Hatun | I. Oszmán oszmán szultán |
| Rabia Bala Hatun                    | 1260     | Alaeddin pasa | I. Oszmán oszmán szultán |
| Asporça Hatun                       | 1300     | Murád herceg, Fatma Hatun | Orhán oszmán szultán |
| Nilüfer Hatun                       | 1302     | I. Murád oszmán szultán, Szulejmán pasa, Kasim herceg                                                                                            | Orhán oszmán szultán |
| Teodora Hatun                       | 1320     | Halil herceg | Orhán oszmán szultán |
| Gülçiçek Hatun                      | 1335     | I. Bajazid oszmán szultán, | I. Murád oszmán szultán |
| Fülane Hatun                        | 1340     | Savci bey, Jacob Cselebi | I. Murád oszmán szultán |
| Tamara Hatun                        | 1342     | Nefise Hatun, Ibrahim herceg | I. Murád oszmán szultán |
| Devlet Hatun                        | 1360     | I. Mehmed oszmán szultán | I. Bajazid oszmán szultán |
| Despina Hatun                       | 1360     | Szulejmán Cselebi | I. Bajazid oszmán szultán |
| Hafsa Hatun                         | 1370     | Kasim herceg, Fatma szultána | I. Bajazid oszmán szultán |
| Devletşah Hatun                     | 1360     | Isa Cselebi | I. Bajazid oszmán szultán |
| Emine Hatun                         | 1390     | II. Murád oszmán szultán, Ayşe szultána | I. Mehmed oszmán szultán |
| Halime Hatun                        | 1415     | Aleaddin herceg, Hasan Cselebi, Ahmed herceg | II. Murád oszmán szultán |
| Hüma Hatun                          | 1410     | II. Mehmed oszmán szultán, Fatma szultána | II. Murád oszmán szultán |
| Gülbahar Hatun                      | 1432     | II. Bajazid oszmán szultán, Gevherhan szultána                                                                                                   | II. Mehmed oszmán szultán |
| Cicek Hatun                         | 1433     | Dzsem (török herceg) | II. Mehmed oszmán szultán |
| Gülşah Hatun                        | 1433     | Mustafa herceg | II. Mehmed oszmán szultán |
| Nigar Hatun                         | 1450     | Korkut herceg, Fatma szultána, Ayşe szultána | II. Bajazid oszmán szultán |
| Şirin Hatun                         | 1450     | Abdullah herceg, Aynışah szultána | II. Bajazid oszmán szultán |
| Bülbül Hatun                        | 1452     | Ahmed herceg, Mahmud herceg Gevhermülük szultána Hatice szultána Hundi szultána Şah szultána                                                     | II. Bajazid oszmán szultán |
| Gülbahar Hatun                      | 1453     | I. Szelim oszmán szultán | II. Bajazid oszmán szultán |
| Gülruh Hatun                        | 1450     | Alemşah herceg, Kamerşah szultána | II. Bajazid oszmán szultán |
| Hüsnüsah Hatun                      | 1453     | \| Sehinsah herceg Sultanzade szultána \| | II. Bajazid oszmán szultán |
| Muhtereme Hatun                     | 1454     | Mehmed herceg | II. Bajazid oszmán szultán |
| Ayşe Hatun                          | 1476     | Hafize szultána, Hafsa szultána | I. Szelim oszmán szultán |
| Ajse Hafsza szultána                | 1470     | I. Szulejmán oszmán szultán, Bejhan szultána, Hatidzse szultána, Fatma szultána, Sah szultána                                                    | I. Szelim oszmán szultán |
| Fülane Hatun                        | 1497     | Mahmud herceg, Fatma Nur szultána | I. Szulejmán oszmán szultán |
| Gülfem Hatun                        | 1499     | Murad herceg | I. Szulejmán oszmán szultán |
| (Haseki) Mahidevran szultána        | 1500     | Musztafa herceg | I. Szulejmán oszmán szultán |
| (Haseki )Hürrem szultána            | 1506     | Mehmed herceg, Mihrimah szultána, Abdullah herceg, II. Szelim oszmán szultán, Bajazid herceg, Dzsahángír herceg                                  | I. Szulejmán oszmán szultán |
| Haseki Nurbanu szultána             | 1525     | III. Murád oszmán szultán, Esmahan szultána, Sah szultána                                                                                        | II. Szelim oszmán szultán |
| Szafije szultána                    | 1550     | III. Mehmed oszmán szultán, Ayşe szultána, Fatma szultána, Iskender herceg                                                                       | III. Murád oszmán szultán |
| Semsiruhsar szultána                | 1560     | Rukiye szultána, Selim herceg, Mustafa herceg, Bayazid herceg, Ahmed herceg                                                                      | III. Murád oszmán szultán |
| Elena hercegnő                      | 1570     | Yayha herceg | III. Murád oszmán szultán |
| Mahpeyker szultána                  | 1566     | Selim herceg, Cihangir herceg | III. Mehmed oszmán szultán |
| Halime szultána                     | 1571     | I. Musztafa oszmán szultán, Dilruba szultána, Mahmud herceg                                                                                      | III. Mehmed oszmán szultán |
| Handan szultána                     | 1574     | I. Ahmed oszmán szultán | III. Mehmed oszmán szultán |
| Mahfiruz Hatidzse Hatun             | 1590     | II. Oszmán oszmán szultán | I. Ahmed oszmán szultán |
| (Haseki) Mahpeyker Kösem szultána   | 1590     | Mehmed herceg, Ayşe szultána, Fatma szultána, Gevherhan szultána, IV. Murád oszmán szultán, Kasim herceg, Atike szultána, Ibrahim oszmán szultán | I. Ahmed oszmán szultán |
| Fatma szultána                      | 1592     | Cihangir herceg, Hasan herceg, Abide szultána | I. Ahmed oszmán szultán |
| Sahnazam szultána                   | 1594     | Esma szultána, Zahide szultána, Zeynep szultána                                                                                                  | I. Ahmed oszmán szultán |
| Meylişah szultána                   | 1608     | Ömer herceg | II. Oszmán oszmán szultán |
| Akile szultána                      | 1607     | Zeynep szultána, Mustafa herceg | II. Oszmán oszmán szultán |
| Ayşe Haseki szultána                | 1612     | Ahmet herceg, Hanzade szultána, Ismihan Kaya szultána                                                                                            | IV. Murád oszmán szultán |
| Esma Haseki szultána                | 1620     | Mehmed herceg, Fatma szultána, Rabia szultána | IV. Murád oszmán szultán |
| Turhan Hatidzse szultána            | 1627     | IV. Mehmed oszmán szultán, Beyhan szultána | Ibrahim oszmán szultán |
| Saliha Dilaşub szultána             | 1627     | II. Szulejmán oszmán szultán | Ibrahim oszmán szultán |
| Hatice Muazzez szultána             | 1628     | II. Ahmed oszmán szultán | Ibrahim oszmán szultán |
| Mahienver szultána                  | 1628     | Kaya szultána, Osman herceg | Ibrahim oszmán szultán |
| Ayşe szultána                       | 1628     | Murad herceg | Ibrahim oszmán szultán |
| Leyla Saçbağlı szultána             | 1630     | Selim herceg, Atike szultána | Ibrahim oszmán szultán |
| Sivekar szultána                    | 1626     | Beyazid herceg, Cihangir herceg | Ibrahim oszmán szultán |
| Telli Hümaşah szultána              | 1634     | Orhan herceg | Ibrahim oszmán szultán |
| Emetullah Rábia Gülnus szultána     | 1642     | II. Musztafa oszmán szultán III. Ahmed oszmán szultán,Hatice szultána, Fatma szultána                                                            | IV. Mehmed oszmán szultán |
| Afife szultána                      | 1643     | Ibrahim herceg, | |
| Rabia szultána                      | 1643     | Beyazid herceg, Ümmi szultána | IV. Mehmed oszmán szultán |
| Gülbeyaz szultána                   | 1644     | Gevherhan szultána, Safiye szultána | IV. Mehmed oszmán szultán |
| Rabia szultána                      | 1675     | Ibrahim herceg, Selim herceg, Asiye szultána | II. Ahmed oszmán szultán |
| Şayeste Kadin                       | 1675     | Hatice szultána, Atike szultána | II. Ahmed oszmán szultán |
| Saliha szultána                     | 1680     | I. Mahmud oszmán szultán, Rukiye szultána, Fatma szultána                                                                                        | II. Musztafa oszmán szultán |
| Afife Kadin                         | 1680     | Szulejmán herceg, Mehmed herceg, Selim herceg, Ahmed herceg                                                                                      | II. Musztafa oszmán szultán |
| Şehsuvar szultána                   | 1682     | III. Oszmán oszmán szultán | II. Musztafa oszmán szultán |
| Alicenab Kadin                      | 1680     | Ayşe szultána, Emine szultána, Safiye szultána                                                                                                   | II. Musztafa oszmán szultán |
| Bahtiyar Kadın                      | 1683     | Hasan herceg, Hüseyn herceg, Hatice szultána | II. Musztafa oszmán szultán |
| Ivaz Kadın                          | 1684     | Ismihan szultána, Emetullah szultána | II. Musztafa oszmán szultán |
| Fülane Kadın                        | 1684     | Zeynep szultána, Ümmügülsüm szultána | II. Musztafa oszmán szultán |
| Mihrişah Kadın                      | 1693     | III. Musztafa oszmán szultán, Szulejmán herceg, Zeynep szultána, Ümmügülsüm szultána                                                             | III. Ahmed oszmán szultán |
| Emetullah Kadin                     | 1690     | Fatma szultána | III. Ahmed oszmán szultán |
| Şermi Kadın                         | 1698     | I. Abdul-Hamid oszmán szultán, Zeynep szultána                                                                                                   | III. Ahmed oszmán szultán |
| Hatem Kadın                         | 1695     | Selim herceg, Saliha szultána, Zübeyde szultána                                                                                                  | III. Ahmed oszmán szultán |
| Hürrem Kadin                        | 1694     | Isa herceg, Yakup herceg, Osman herceg, Abbdullah hercegeg, Ömer herceg                                                                          | III. Ahmed oszmán szultán |
| Mihrişah szultána                   | 1745     | III. Szelim oszmán szultán, Mehmed herceg, Hibetullah szultána                                                                                   | III. Musztafa oszmán szultán |
| Adilşah Kadın                       | 1746     | Sah szultána, Beyhan szltána, Hatice szultána | III. Musztafa oszmán szultán |
| Aynülhayat Kadın                    | 1746     | Mihrimah szultána, Mihrisah szulténa | III. Musztafa oszmán szultán |
| Rifat Kadin                         | 1752     | Fatma szultána | III. Musztafa oszmán szultán |
| Sineperver szultána                 | 1761     | IV. Musztafa oszmán szultán, Esma szultána, Ahmed herceg, Fatma szultána                                                                         | I. Abdul-Hamid oszmán szultán |
| Nakşidil szultána                   | 1768     | II. Mahmud oszmán szultán, Murad herceg, Saliha szultána,                                                                                        | I. Abdul-Hamid oszmán szultán Naksidil volt I. Napóleon francia császár feleségének Jozefina francia császárné-nak az unokatestvére |
| Mutebere Kadın                      | 1762     | Szulejmán herceg | I. Abdul-Hamid oszmán szultán |
| Şebsafa Kadın                       | 1765     | Mehmed herceg, Alemsah szultána | I. Abdul-Hamid oszmán szultán |
| Hümaşah Kadin                       | 1765     | Sultan herceg | I. Abdul-Hamid oszmán szultán |
| Bezmiâlem szultána                  | 1807     | I. Abdul-Medzsid oszmán szultán | II. Mahmud oszmán szultán |
| Hoşyar Kadin                        | 1796     | Mihrimah szultána, Sah szultána | II. Mahmud oszmán szultán |
| Aşubcan Kadın                       | 1795     | Saliha szultána | II. Mahmud oszmán szultán |
| Pertevniyal szultána                | 1812     | Abdul-Aziz oszmán szultán | II. Mahmud oszmán szultán |
| Nevifidan Kadin                     | 1792     | Ayşe szultána | II. Mahmud oszmán szultán |
| Pervizifelek Kadin                  | 1807     | Atiye szultána, Hatice szultána, Fatma szultána                                                                                                  | II. Mahmud oszmán szultán |
| Zernigar Hanim                      | 1810     | Adile szultána | II. Mahmud oszmán szultán |
| Tirimüjgan Kadın                    | 1819     | Naime szultána, II. Abdul-Hamid oszmán szultán, Abid Mehmed herceg                                                                               | I. Abdul-Medzsid oszmán szultán |
| Düzdidil Kadın                      | 1825     | Mevhibe szultána, Neyyre szultána, Cemile szultána, Samiye szultána                                                                              | I. Abdul-Medzsid oszmán szultán |
| Şevkefza Kadın                      | 1825     | V. Murád oszmán szultán, Aliye szultána | I. Abdul-Medzsid oszmán szultán |
| Zeynifelek Hanım                    | 1824     | Behiye szultána | I. Abdul-Medzsid oszmán szultán |
| Gülcemal Kadın                      | 1826     | Fatma szultána, Refia szultána, V. Mehmed oszmán szultán                                                                                         | I. Abdul-Medzsid oszmán szultán |
| Verdicenan Kadın                    | 1830     | Ahmed herceg, Münire szultána | I. Abdul-Medzsid oszmán szultán |
| Nükhetseza Hanım                    | 1830     | Ahmed herceg, Mehmed Burhaneddin herceg, Nazime szultána                                                                                         | I. Abdul-Medzsid oszmán szultán |
| Mahitab Kadın                       | 1830     | Sabiha szultána, Nurredin Ahmed herceg, Zekiye szultána, Fehimie szultána                                                                        | I. Abdul-Medzsid oszmán szultán |
| Bezmiara Kadin                      | 1834     | Mükbile szultána | I. Abdul-Medzsid oszmán szultán |
| Nalandil Hanım                      | 1835     | Senime szultána, Abdüssamed herceg | I. Abdul-Medzsid oszmán szultán |
| Ceylanyar Hanım                     | 1836     | Rüsdi herceg | I. Abdul-Medzsid oszmán szultán |
| Serifaz Hanim                       | 1837     | Osman herceg, Selim herceg, Bedia szultána | I. Abdul-Medzsid oszmán szultán |
| Şayeste Hanım                       | 1838     | Abdullah herceg, Naile szultána | I. Abdul-Medzsid oszmán szultán |
| Gülüstü Hanim                       | 1840     | IV. Mehmed oszmán szultán, Mediha szultána | I. Abdul-Medzsid oszmán szultán |
| Dürrünev Kadın                      | 1835     | Yusuf herceg, Saliha szultána | Abdul-Aziz oszmán szultán |
| Hayranidil Kadın                    | 1846     | Nazime szultána, II. Abdul-Medzsid oszmán kalifa                                                                                                 | Abdul-Aziz oszmán szultán |
| Edadil Kadın                        | 1845     | Mahmud herceg, Emine szultána | Abdul-Aziz oszmán szultán |
| Neşerek Kadın                       | 1848     | Mehmed herceg, Emine szultána | Abdul-Aziz oszmán szultán |
| Gevheri Kadin                       | 1856     | Mehmed Seyfeddin herceg, Esma szultána | Abdul-Aziz oszmán szultán |
| Reftarıdil Kadın                    | 1838     | Mehmed Selaheddin herceg | V. Murád oszmán szultán |
| Şayan Kadın                         | 1853     | Hatice szultána, Seyfeddin herceg | V. Murád oszmán szultán |
| Meyliservet Kadın                   | 1860     | Femie szultána | V. Murád oszmán szultán |
| Resan Hanım                         | 1860     | Fatma szultána, Aliye szultána | V. Murád oszmán szultán |
| Nazikeda Kadın                      | 1848     | Ulviye szultána | II. Abdul-Hamid oszmán szultán |
| Bedrifelek Kadın                    | 1851     | Mehmed Selim herceg, Zekiye szultán, Ahmed Nuri herceg                                                                                           | II. Abdul-Hamid oszmán szultán |
| Bidar Kadin                         | 1858     | Naime szultána, Mehmed Abdülkadir herceg | II. Abdul-Hamid oszmán szultán |
| Dilpesend Kadın                     | 1865     | Naile szultána | II. Abdul-Hamid oszmán szultán |
| Mezidimestan Kadın                  | 1869     | Mehmed Burhaneddi herceg | II. Abdul-Hamid oszmán szultán |
| Emsalinur Kadin                     | 1866     | Sadiye szultána, Samiye szultána | II. Abdul-Hamid oszmán szultán |
| Müşfika Kadın                       | 1867     | Hamide Ayşe szultána | II. Abdul-Hamid oszmán szultán |
| Peyveste Hanım                      | 1873     | Abdurrahim Hayri herceg | II. Abdul-Hamid oszmán szultán |
| Behice Hanim                        | 1882     | Ahmed Nureddin herceg, Mehmed Badreddin herceg                                                                                                   | II. Abdul-Hamid oszmán szultán |
| Naciye Hanım                        | 1882     | Mehmed Abid herceg, Samiye szultána | II. Abdul-Hamid oszmán szultán |
| Kamures Kadin                       | 1855     | Mehmed Ziyaeddin herceg | V. Mehmed oszmán szultán |
| Mihrengiz Kadın                     | 1869     | Ömer herceg | V. Mehmed oszmán szultán |
| Dürrüaden Kadin                     | 1867     | Mahmud herceg | V. Mehmed oszmán szultán |
| Nazperver Kadın                     | 1867     | Refia szultána | V. Mehmed oszmán szultán |
| Nazikeda Kadın                      | 1866     | Münire szultána Fenire szultána Fatma Ulviye szultána Rukiye Sabiha szultána                                                                     | VI. Mehmed oszmán szultán |
| Şehsuvar Hanım                      | 1881     | Ömer Faruk herceg | II. Abdul-Medzsid oszmán kalifa |
|                                     |          | | |
|                                     |          | | |
|                                     |          | | |
|                                     |          | | |
|                                     |          | | |
|                                     |          | | |
|                                     |          | | |
|                                     |          | | |
|                                     |          | | |
|                                     |          | | |
|                                     |          | | |
| Sehinsah herceg Sultanzade szultána |          | | |